# سوزان گری (شناگر)
سوزان گری (به انگلیسی: Susan Gray) (زادهٔ ۲۴ اکتبر ۱۹۳۹) شناگر اهل ایالات متحده آمریکا است.